# Liste des villes thermales au Royaume-Uni

## Angleterre
- Askern
- Bath
- Boston Spa (Yorkshire de l'Ouest)
- Buxton
- Cheltenham
- Church Stretton
- Dorton Spa
- Droitwich Spa
- Epsom
- Harrogate
- Ilkley
- Knaresborough
- Malvern
- Matlock
- Matlock Bath
- Royal Leamington Spa
- Royal Tunbridge Wells
- Scarborough voir aussi The Spa, Scarborough
- Shearsby
- Tenbury Wells
- Woodhall Spa

## Pays de Galles
- Builth Wells
- Llandrindod Wells
- Llangammarch Wells
- Llanwrtyd Wells

## Anciennes villes thermales

### Angleterre
- Bakewell (Derbyshire)
- Clifton/Hotwells (Bristol)
- Ewell (Surrey)
- Hovingham (Yorkshire du Nord)
- Leeds (Yorkshire de l'Ouest)
- Melksham (Wiltshire)
- Ossett (Yorkshire de l'Ouest)
- Ripon (Yorkshire du Nord)
- Scarborough (Yorkshire du Nord)
- Stoney Middleton, Derbyshire
- Wigan (Greater Manchester)

### Écosse
- Strathpeffer
- Rothesay
- Crieff

### Pays de Galles
- Taff's Well Thermal Spring, près de Cardiff